# Porites vaughani
Porites vaughani is een rifkoralensoort uit de familie van de Poritidae. De wetenschappelijke naam van de soort is voor het eerst geldig gepubliceerd in 1952 door Crossland.
Deze soort komt voor in de noordelijke Indische Oceaan (bij Sri Lanka) en verder in de Indische en Stille Oceaan nabij het westen, noorden en oosten van Australië, Zuidoost-Azië en Zuid-Japan en in de Zuid-Chinese Zee. De soort komt ook voor in de oceanische westelijke en centrale Stille Oceaan.
De soort staat op de Rode Lijst van de IUCN geklasseerd als 'niet bedreigd'.